# Today & Tomorrow Channel
O Today & Tomorrow Channel é um canal com dicas de relacionamentos e consulta de sorte através do horóscopo em seu Wii.

## Histórico
Seis pessoas podem registrar os seus Miis, assim como suas respectivas datas de nascimento. Então, a partir de cinco categorias, é  possível receber a sua sorte.

## Categorias
- Amor
- Trabalho
- Estudo
- Comunicação
- Dinheiro

A sorte podem ser lida diariamente.

## Região
Lançando inicialmente apenas no Japão, e depois na Europa, não possui previsão de ser lançado na região norte americana.